# 김정현 (1993년)
김정현(한국 한자: 金楨鉉, 1993년 6월 1일 ~ )은 대한민국의 축구 선수이며 포지션은 미드필더이다. 현재 대한민국 FC 안양에서 활약하고 있다.

## 클럽 경력
2012년 중동고등학교 축구부를 나온 후 일본의 오이타 트리니타에 입단하였다.
2016년 1월 J3리그로 강등된 오이타를 떠나 K리그 클래식의 광주 FC로 이적하였다.
2018시즌을 앞두고 성남 FC로 이적했다. 2018년 6월 6일 열린 아산 무궁화와의 경기에서 멀티골을 기록했다. 하지만 팀은 4-2로 패배했다.
2020년 1월, 부산 아이파크로 이적하였다. 2020년 9월 5일에 열린 FC 서울과의 경기에서 부산 입단 이후 첫 골을 기록했다.
2022시즌 여름 이적시장을 통해 FC 안양으로 임대 이적했다.